# ドリームファクトリー (企業)
株式会社ドリームファクトリー（英: DREAM FACTORY Co. Ltd.）は、日本の東京都港区に存在するゲームソフト開発及びコンピュータグラフィックスの制作会社。愛称は「ドリフ」、「ドリファク」。

## 概要
1995年11月設立。代表である石井精一は、3D対戦格闘ゲームの2大タイトルである『バーチャファイター』（セガ）、『鉄拳』（ナムコ）の両方に関わった人物である。他のスタッフも会社設立に当たってセガやナムコから引き抜かれた開発者であり、初期は「バーチャと鉄拳を作ったスタッフの新作」を売りにすることが多かった。
1996年にスクウェア（現：スクウェア・エニックス）出資の元で初の自社製作ソフト『トバルNo.1』をリリース。話題の新作『ファイナルファンタジーVII』の体験版を同梱した本作は66万本を売り上げた。このソフトの好セールスを受けてか、以降の制作ジャンルは対戦型格闘ゲームが多くなる。翌1997年には続編である『トバル2』をリリース。前作のゲーム内容の印象が地味だったためか40万本の売り上げに留まったが、3D空間を生かした独自のシステム、より再現度の高い鳥山キャラのモデリング、さらには膨大なボリュームなど、前作から多くの点で進化を遂げた。続く『エアガイツ』はナムコとの共同開発で、アーケードにも進出した。2000年に発売された『バウンサー』はPS2初期のキラータイトルとなった。
設立時はスクウェア傘下の企業だったが、映画の興行的失敗でスクウェアが営業不振に陥っていた2001年12月に、資本関係を解消し独立した。このとき社員の何人かがセガやナムコに戻っていった。
代表取締役の石井はバウンサー制作中にストレスで帯状疱疹を発症し、医師に「このままだと生命の危険がある」と診断され、2003年に生活環境を変えるため家族と共にカナダ・モントリオールに移住した。以降、2024年の時点では現地から同社の経営を引き続き行っているという。
2005年以降はアニメなど他社のIPによるゲームの受託開発を行うことが多く、ドリームファクトリーの名前が前面に出ることはなくなった。

## 沿革
- 1995年（平成7年）11月 - 渋谷区恵比寿南に設立。
- 2007年（平成19年）3月 - 五反田に事務所移転。

## ゲームタイトルの一覧
| 発売年 | 作品名                               | 発売元                                       | 機種         |
| ------ | ------------------------------------ | -------------------------------------------- | ------------ |
| 1996   | トバルNo.1                           | スクウェア                                   | PS           |
| 1997   | トバル2                              | スクウェア                                   | PS           |
| 1998   | エアガイツ                           | AC：ナムコ PS：スクウェア                    | AC、PS       |
| 2001   | バウンサー                           | スクウェア                                   | PS2          |
| 2002   | UFC2 タップアウト                    | Crave Entertainment（北米） カプコン（日本） | XB           |
| 2003   | 格闘超人                             | マイクロソフト                               | XB           |
| 2003   | UFC: Tapout 2                        | TDK Mediactive                               | XB           |
| 2003   | PRIDE GP 2003                        | カプコン                                     | PS2          |
| 2004   | クリムゾンティアーズ                 | カプコン                                     | PS2          |
| 2005   | BLEACH 選ばれし魂                    | ソニー・コンピュータエンタテインメント       | PS2          |
| 2005   | TOUGH DARK FIGHT                     | コナミ                                       | PS2          |
| 2005   | 義経紀                               | バンプレスト                                 | PS2          |
| 2006   | 格闘美神 武龍                        | バンダイ                                     |              |
| 2006   | ナルト忍列伝                         | タカラトミー                                 | DS           |
| 2007   | アップルシード EX                    | セガ                                         | PS2          |
| 2007   | 妖逆門 アヤカシ・ファイティング      | タカラトミー                                 | DS           |
| 2007   | 一騎当千 Shining Dragon              | マーベラスエンターテイメント                 | PS2          |
| 2007   | THE さがそう 不思議なこんちゅうの森  | ディースリー・パブリッシャー                 | DS           |
| 2008   | THEゾンビクライシス                  | ディースリー・パブリッシャー                 | DS           |
| 2008   | メジャー Wii 投げろ!ジャイロボール!! | タカラトミー                                 | Wii          |
| 2008   | ナルト疾風伝 忍列伝II                | タカラトミー                                 | DS           |
| 2008   | メジャーWii パーフェクトクローザー   | タカラトミー                                 | Wii          |
| 2009   | ナルト疾風伝 忍列伝III               | タカラトミー                                 | DS           |
| 2009   | 闘真伝                               | タカラトミー                                 | Wii          |
| 2016   | ゼビウス ガンプの謎はすべて解けた!?  | ドリームファクトリー                         | iOS、Android |
| 2017   | パックマンNOTE ページからの脱出      | ドリームファクトリー                         | iOS、Android |

## 主な参加アニメーション
- ゾイド新世紀/ゼロ
- アップルシード（2004年の映画版）

## その他のソフトウェア
- LiveAnimation（3Dモーション作成用ツール）

## 公式サイト
- ドリームファクトリー
- ドリームファクトリーのAPPS
- ドリームファクトリー (@DF_PR) - X（旧Twitter）
- ドリームファクトリー - メディア芸術データベース